# Абитиби — Темискаминг
Абитиби — Темискаминг — административный регион, расположенный на западе провинции Квебек, Канада, вдоль границы с Онтарио. Состоит из 5 региональных и 79 местных муниципалитетов. Стал частью провинции в 1898 году.

## География
Абитиби-Темискаминг является четвёртым по величине регионом провинции. Крупнейшие города Руэн-Норанда и Валь-д'Ор. Особенности пейзажа региона — смешанные леса на юге и тайга на севере. Регион, как более южный, имеет континентальный влажный климат, но колебания температур гораздо выше из-за широты и близости к Гудзонову заливу и к Арктике.

## Экономика
Примерно каждый шестой рабочий региона занят в первичном секторе, это один из самых высоких показателей по регионам Квебека. Наиболее важной для экономики региона является горнодобывающая отрасль. Также значительный вклад приносит сельское хозяйство и лесная промышленность, несмотря на снижение занятости в этих секторах. Экономика региона в основном ориентирована на экспорт продукции и тесно связана с Ближним Севером через гидроэнергетику и горнодобывающую отрасль. Также поддерживаются связи с северными индейскими общинами. В регионе развивается спортивный туризм, в том числе зимние виды спорта, рыбалка, охота и велотуризм.